# Hülse (Westaue)
Die Hülse ist ein Fließgewässer in der Stadt Stadthagen und in der Gemeinde Lauenhagen im niedersächsischen Landkreis Schaumburg.
Der rechte Nebenfluss der Sachsenhäger Aue hat seinen Ursprung in Stadthagen. Er zweigt im nördlichen Bereich des Stadthagener Ortsteils Krebshagen vom Krummen Bach ab und fließt von dort in nördlicher Richtung weiter durch den Stadtkern von Stadthagen, den Ortskern von Lauenhagen und dann in nordöstlicher Richtung am südlichen Ortsrand von Hülshagen.
Der Bach unterquert nordwestlich von Niedernholz den Mittellandkanal und mündet östlich von Nienbrügge in die Sachsenhäger Aue, die östlich von Auhagen in die Westaue übergeht. Diese wiederum mündet bei Bordenau in die Leine.